# Abraham Hedman
Abraham Hedman, född 9 eller 11 oktober 1699 (troligen i Avesta socken), död 6 januari 1766 på Kättsta, i Harakers socken, var en svensk företagare och politisk agitator.
Abraham Hedman var son till kyrkoherden i Tillberga socken Christopher Hedman. Han var 1724-1732 korpral vid livregementet till häst. 1730 blev han arrendator av Kättsta säteri och lät där 1738 anlägga Kättsta manufakturverk för i första hand framställning av linnetyger. Redan samma år uppvisade han en av honom själv uppfunnen dubbelspinnrock som han samma år visade upp vid bondeståndets sammanträde i Stockholm. Han lät inrätta en spinnskola vid Kättsta och utvecklade även en ny teknik för att bleka lärft. Efter manufakturkontorets inrättade erhöll han rika tillverkningspremier och räntefria lån vilket gav honom möjlighet att utvidga sin verksamhet. Från 1740 var han ensam ägare av Kättsta. Vid riksdagen 1742–1743 framträdde han som en förespråkare för valet av Karl Peter Ulrik av Holstein-Gottorp till svensk tronföljare. Från november 1742 kom han i stället att stödja kronprins Fredrik av Danmark som svensk tronkandidat. Genom detta ställningstagande ådrog han sig hattarnas missnöje och utsattes för både hot och mordförsök. Han valde i den situationen att söka skydd hos bondeståndet, och skall under Dalupproret 1743 ha vistats i Dalarna. Han arresterades 29 mars 1743 för stämplingar mot successionen och åtalades men i september 1743 lades den kommissorialrätt som skulle utreda Hedman och andra ned och enda konsekvensen blev att Hedman utmanövrerades från sitt politiska inflytande. 1744 köpte han rådman J L Schenströms tobaksfabrik i Västerås och före 1747 blev han även disponent för Maråkers guld- och silververk i Söderhamn. Vid riksdagen 1746–1747 var åter i kontakt med det danska sändebudet men kom dock ganska snart att i stället ansluta sig till Johann Albrecht von Korff och ryssvännerna inom mösspartiet. Efter Christoffer Springers arrestering angavs dock 13 februari 1747 Hedman för sekreta utskottet för röstfiske och föregripligt tal om tronföljden. Han arresterades och målet lämnades till Svea hovrätt för rannsakning. Någon dom kom dock inte och i januari 1748 släppes mot borgen. I december 1748 kunde hovrätten konstatera att tillräckliga bevis saknades och Hedman frikändes "tills vidare" men förbjöds att vistas i samma stad där en riksdag hölls. Han fick senare upprättelse och en viss ersättning för sitt fängslande.
Hedmans politiska verksamhet minskade dock hans stöd i Manufakturkontoret, och under 1750-talet gick affärerna vid Kättsta allt sämre. Då han i början av 1760-talet sökte stöd för att fortsätta verksamheten fick han inte något sådant. 1763 överlät han driften av Kättsta på sin äldste son Carl Gustaf Hedman, och före hans död var manufaktoriet helt nedlagt.